# Эдуард Миддлгемский
Эдуа́рд Миддлге́мский (англ. Edward of Middleham; между 1473 и 1476, Миддлгемский замок — март или апрель 1484, там же) — английский принц из династии Йорков, принц Уэльский.
Единственный ребёнок короля Ричарда III и его жены Анны Невилл. Родился до восшествия родителей на престол, рос и воспитывался вдали от двора в Миддлгеме. Ещё в правление дяди Эдуарда IV получил титул графа Солсбери, ранее принадлежавший семье его матери. В 1483 году, когда его отец стал королём, принц стал наследником престола и получил титулы герцога Корнуольского и принца Уэльского, а также должность лорд-лейтенанта Ирландии.
Эдуард рос болезненным, из-за чего не смог присутствовать на коронации родителей в 1483 году. В начале 1484 года принц тяжело заболел и вскоре скончался. Его смерть породила кризис наследования в Англии: король Ричард III не имел больше законных наследников, а королева Анна была больна и не способна родить. После гибели отца Эдуарда в битве при Босворте английский трон перешёл к ланкастерскому претенденту Генри Тюдору, графу Ричмонду — по матери потомку Эдуарда III.

## Биография

### Происхождение
Эдуард появился на свет в семейной резиденции его матери замке Миддлгем и был сыном Ричарда, герцога Глостера, и его жены Анны Невилл. По отцовской линии Эдуард приходился племянником королю Англии Эдуарду IV и был внуком Ричарда Плантагенета, 3-го герцога Йоркского, заявившего права на английский трон для дома Йорков, и Сесили Невилл. По материнской линии он был внуком знаменитого «делателя королей» Ричарда Невилла, 16-го графа Уорика, и Анны Бошан.
Точная дата рождения Эдуарда неизвестна. Джеймс Пэнтон, автор «Historical Dictionary of the British Monarchy», предполагал, что мальчик родился в декабре 1473 года или позднее. Историк Энтони Джеймс Поллард, автор статьи об Эдуарде в «Оксфордском национальном биографическом словаре», пишет, что мальчик был первенцем Ричарда и Анны, но возможно не единственным сыном: хотя большинство источников называют 1474 год датой рождения принца, в «хронике Тьюксбери» имеется запись о рождении неназванного мальчика в Миддлгеме в 1476 году; этим младенцем мог быть как сам Эдуард, так и другой ребёнок Ричарда и Анны, умерший вскоре после рождения. Поллард считает, что нет никаких оснований полагать, что Эдуард родился раньше 1476 года. Петер Хэммонд пишет, что Эдуард родился в 1475 или 1476 году. Элисон Уэйр пишет, что мальчик родился весной 1476 года.
По мнению профессора Чарльза Росса, принц родился не ранее 1474 года. Парламентский акт, урегулировавший спор между Джорджем Плантагенетом, герцогом Кларенсом, и отцом мальчика Ричардом Глостерским за наследство их общей тёщи Анны Бошан, как если бы она была «естественно мертва», датируется маем 1474 года. Сомнения Кларенса в действительности брака Анны и Ричарда были рассмотрены с положением защиты их прав в случае, если их брак будет аннулирован, и потом они законно поженятся, а также защиты прав Ричарда во время ожидания второго брака с Анной. В документах при этом не было никаких указаний на положение наследников Анны и Ричарда в случае их развода, что может говорить о бездетности пары на 1474 год.

### Ранние годы. Принц Уэльский
О ранних годах мальчика известно мало. Источники сообщают, что нянька, ухаживавшая за принцем в первые месяцы жизни, Изабель Бург, была вознаграждена Ричардом щедрыми аннуитетными выплатами с доходов Миддлгема. 15 февраля 1478 года дядя принца, король Эдуард IV, даровал ему титул графа Солсбери, ранее принадлежавший семье Анны Невилл.
9 апреля 1483 года Эдуард IV умер, а Ричард был назван лордом-протектором при своём 12-летнем племяннике Эдуарде V. Однако уже 25 июня того же года Эдуард V, его брат и пятеро сестёр были объявлены незаконнорождёнными, а отец Эдуарда был объявлен королём Ричардом III. Родители Эдуарда были коронованы 6 июля 1483 года Томасом Буршье, архиепископом Кентерберийским.
О самом принце в этот период данных нет: следующее упоминание о принце датируется лишь летом 1483 года, когда его отец уже стал королём. Большую часть того лета Эдуард провёл в Миддлгеме; отчёты о расходах принца, составленные 25 сентября, включают посещение монастырей Коверхэм, Фаунтинс и Жерво, городов Тадкастер, Уэтерби и 'Кайппс' (вероятно, Кайппекс), покупку для него учебника для начинающих и оплату шута для его развлечения. 22 августа принц вероятно отправился на встречу со своим отцом в Понтефракте, путешествуя через Йорк в сопровождении двоих стражей, «сидящих рядом» с мальчиком. Эми Лисенс пишет, что принца в поездке сопровождал старший единокровный брат Джон Глостерский — внебрачный сын Ричарда III. По всей вероятности, восшествие на престол его отца никак не повлияло на размеренный ритм жизни принца. Кроме того, Эдуард не присутствовал на коронации родителей — вероятно, из-за того, что состояние его здоровья не позволило бы проделать долгий путь до Лондона.
26 июня, с восшествием на престол его отца, принц получил титул герцога Корнуолла. Он именуется герцогом в ряде королевских документов, однако официальное присвоение этого титула так и не состоялось. 19 июля Эдуард получил номинальную должность лорд-лейтенанта Ирландии сроком на три года; его заместителем вскоре был назначен Джеральд Фицджеральд, 8-й граф Килдэр, один из наиболее влиятельных ирландских вельмож. Наконец, 24 августа, через два месяца после того, как Ричард III был провозглашён королём, для Эдуарда был создан титул принца Уэльского и сопутствующий ему титул графа Честера. В официальной грамоте по случаю этого события король дал высокую оценку своему наследнику: «Выдающиеся качества, которыми он щедро наделён для своего возраста, дают большую и, при Божьем благоволении, несомненную надежду на его будущую честность». Кроме обычного энкомия, содержавшегося в актах о создании титула принца Уэльского для Эдуарда и восхвалявшего его «благородный характер и необычное дарование», никакой информации о личности принца нет.
По всей видимости, решение о проведении инвеституры принца 8 сентября в Йорке было принято Ричардом III с опозданием, поскольку только 31 августа, по мере продвижения королевского кортежа на север, Ричард III послал в Лондон за регалиями и мантиями, необходимыми для этого случая. Церемония началась с торжественной мессы, совершенной в Йоркском соборе, но не архиепископом Йоркским Томасом Ротерхэмом, поддержавшим после смерти короля Эдуарда IV его вдову Елизавету Вудвилл, а епископом Дарема Уильямом Дадли, после чего король, королева и принц проследовали в коронационной процессии по улицам Йорка до архиепископского дворца, где король провёл процедуру инвеституры. Это событие было отмечено роскошными банкетами и посвящением в рыцари множества молодых дворян. После церемонии в Йорке принц, вероятно, вернулся в Миддлгем или один из замков короля в Йоркшире. В феврале 1484 года Эдуард, «высокий и превосходный принц», формально был провозглашён парламентом наследником английского престола. Что ещё более необычно и отражает чувство незащищенности короля Ричарда III, лорды и главные члены королевского двора были собраны в Вестминстерском дворце для принесения клятвы верности принцу в случае смерти короля.
Некоторые исследователи полагают, что летом 1483 года во время встречи с послом Изабеллы Кастильской в Уорике Ричард III вёл переговоры о браке сына с одной из дочерей Изабеллы — с тринадцатилетней Изабеллой или с четырёхлетней Хуаной. Впрочем, Петер Хэммонд считает эту гипотезу неправдоподобной, поскольку брачный проект не упоминается в письмах Ричарда его посланнику в Кастилии и совету в Лондоне, отправленных позже. Также Элисон Уэйр пишет, что в Лондоне ходили слухи, что Ричард III планирует женить своего наследника, которому к тому моменту было не более десяти лет, на своей племяннице Елизавете, которая к тому моменту была обручена с ланкастерским претендентом Генри Тюдором.

### Смерть
Джеймс Пэнтон, ссылаясь на «Кройлендскую хронику», пишет, что Эдуард заболел в начале 1484 года в Ноттингеме, где пребывал вместе с родителями; мальчик был перевезён в Миддлгем, где вскоре скончался. По другим данным, болезнь началась ещё до Рождества. Наконец, Поллард же и Хэммонд пишут, ссылаясь на всё ту же «Кройлендскую хронику», что Эдуард не был вместе с родителями во время болезни: «Его отец и мать, услышав эту весть в Ноттингеме, где они тогда остановились, почти обезумели на долгое время, ошеломлённые внезапным горем». Точная дата смерти принца не определена: кройлендский хронист пишет, что это произошло «незадолго до дня смерти короля Эдуарда», то есть до 9 апреля 1484 года, Джеймс Пэнтон называет 31 марта или 9 апреля; Поллард пишет о конце марта, Элисон Уэйр — о 9 апреля, Джон Раус — о дне Пасхи, который пришёлся в 1484 году на 18 апреля. Враги короля говорили, что смерть принца стала наказанием Ричарду III за убийство царственного племянника Эдуарда V. Причина смерти Эдуарда неизвестна, однако это мог быть туберкулёз; предположительно именно от этой болезни ранее скончалась тётка принца, Изабелла, герцогиня Кларенс, и, вероятно, от неё же спустя год скончается его мать.
Место погребения принца достоверно не определено. Пэнтон считает, что Эдуард был похоронен, вероятно, в церкви Святой Елены и Святого Креста в Шериф-Хаттоне, что сделало его единственным принцем Уэльским, похороненным за пределами Лондона. Поллард пишет, что замысловатая, но плохо сохранившаяся алебастровая эффигия в церкви Святой Елены и Святого Креста, изображавшая молодого человека в светской одежде, могла быть установлена над могилой Эдуарда Миддлгемского. Однако из геральдических подробностей, записанных в XVII веке антикваром Роджером Додсуортом, становится ясно, что изображение более вероятно представляет сына Ричарда Невилла, 5-го графа Солсбери. Хронист Джон Роуз писал, что Эдуард был похоронен в Миддлгеме. Наконец, по мнению Петера Хэммонда, принца могли похоронить в Йоркском соборе, где в том же году по приказу короля была построена большая часовня для поминальных служб.

## Последствия смерти принца
Поллард пишет, что, вполне вероятно, после всех стараний Ричард III намеревался создать двор принца в качестве центра королевской администрации на севере, так же как когда-то Эдуард IV направил двор своего наследника с той же целью в Уэльс. Однако смерть принца не позволила королю осуществить свои планы. В конечном итоге, в июле 1484 года, в конце длительного визита в Йоркшир, король официально учредил первый Северный совет, который, по-видимому, стал завершением плана о создании двора принца, но уже без него самого.
Смерть мальчика привела к кризису престолонаследия: страна оказалась в ситуации, когда у монарха нет законных детей, а его супруга слаба здоровьем и вряд ли сможет родить ещё одного ребёнка. Ричард III под давлением умирающей жены назвал наследником их общего племянника Эдуарда, сына Джорджа Кларенса и Изабеллы Невилл. После смерти жены король изменил решение и назвал своим наследником другого своего племянника — Джона де ла Поля, сына своей старшей сестры Елизаветы Йоркской. Ни одно из этих решений не имело законных оснований и публично провозглашено не было. В конечном итоге, ни один из племянников короля не занял английский трон, сам Ричард III был убит в битве при Босворте, а новым королём по праву завоевания стал ланкастерский претендент Генри Тюдор, граф Ричмонд.

## В культуре
Эдуард Миддлгемский появляется в романе «Солнце во славе» Шэрон Кей Пенман (1982) и трилогии «Роза Йорков» Сандры Уорт. В трилогии подразумевается, что принц Уэльский был отравлен Маргарет Бофорт, чтобы в конечном итоге на престол взошёл её сын Генри Тюдор. Эдуард также появляется в серии романов Филиппы Грегори «Война кузенов» и их экранизации «Белая королева», где роль Эдуарда исполнил Сонни Эшборн Сёркис.